# Tal von Mexiko

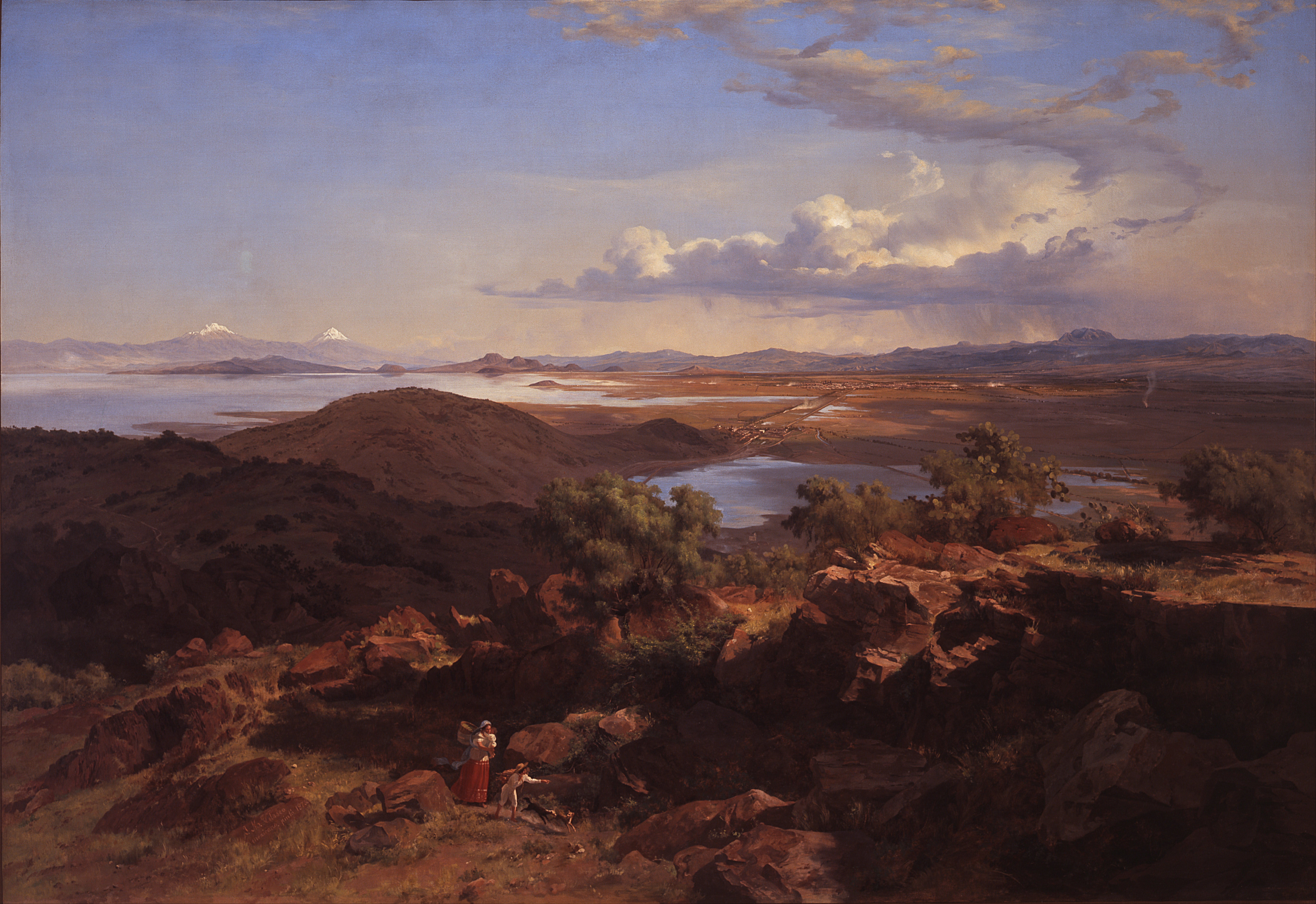
José María Velasco Gómez – Valle de México desde el cerro de Santa Isabel

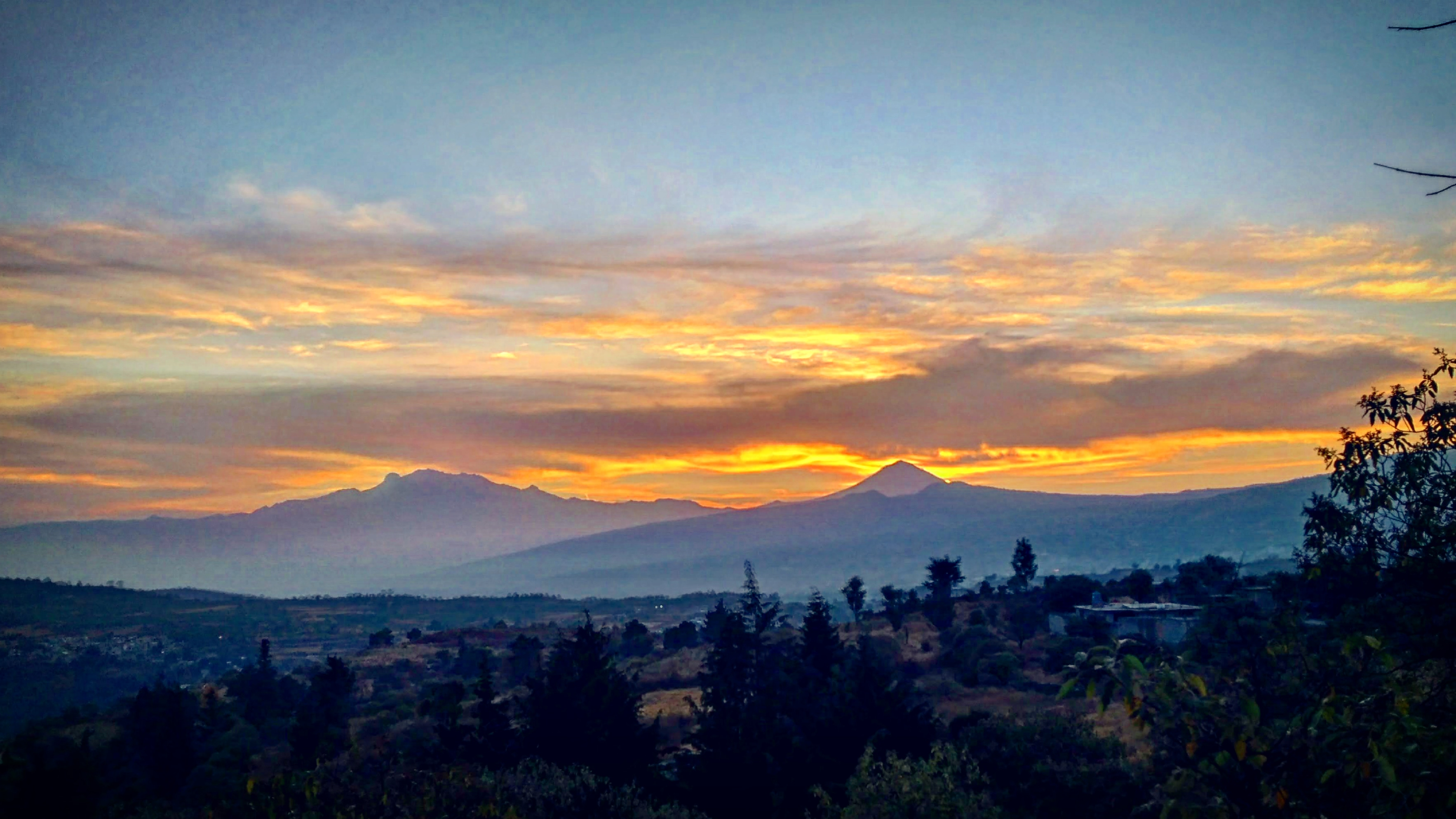
Vulkane Popocatépetl und Iztaccíhuatl

Das Tal von Mexiko oder auch Becken von Mexiko (span.: Valle de México oder Valle del Anáhuac) ist eine auf ca. 2200 m Höhe gelegene, abflusslose Hochebene im Zentrum Mexikos. Es beherbergt mit Mexiko-Stadt die Hauptstadt des Landes und mit der Zona Metropolitana del Valle de México eine der größten Metropolregionen der Erde.

## Lage
Die Hochebene wird im Westen (Sierra las Cruces), Süden (Sierra de Ajusco) und Osten durch Berge begrenzt, darunter die berühmten Zwillingsvulkane Popocatépetl und Iztaccíhuatl. Westlich des Tals von Mexiko liegt das Tal von Toluca, östlich davon das Tal von Puebla, im Süden das System des Río Balsas. Nach Norden hin wird das Klima trockener und die Vegetation steppenartig.
In der Mitte des Tals lag der abflusslose Texcoco-See, der von Quellen aus dem Süden gespeist wurde und daher gen Norden immer salziger wurde. Auf einer Insel inmitten des Sees lag die Stadt Tenochtitlán, an seinem Ufer viele andere wichtige Städte der präkolumbischen Zeit wie Texcoco, Tlacopán oder Colhuacán. Der See wurde im Zuge der Erweiterung von Mexiko-Stadt beinahe vollständig trockengelegt; ein Rest hat sich im Gebiet von Xochimilco erhalten.

## Sonstiges
Die Geschlossenheit des Tals nach drei Seiten hin, häufige Inversionswetterlagen und damit verbunden eine geringe Luftzirkulation in Bodennähe erklären auch, warum Mexiko-Stadt ständig mit Smog zu kämpfen hat.